# 圣斐理伯圣雅各伯主教座堂 (索伦托)

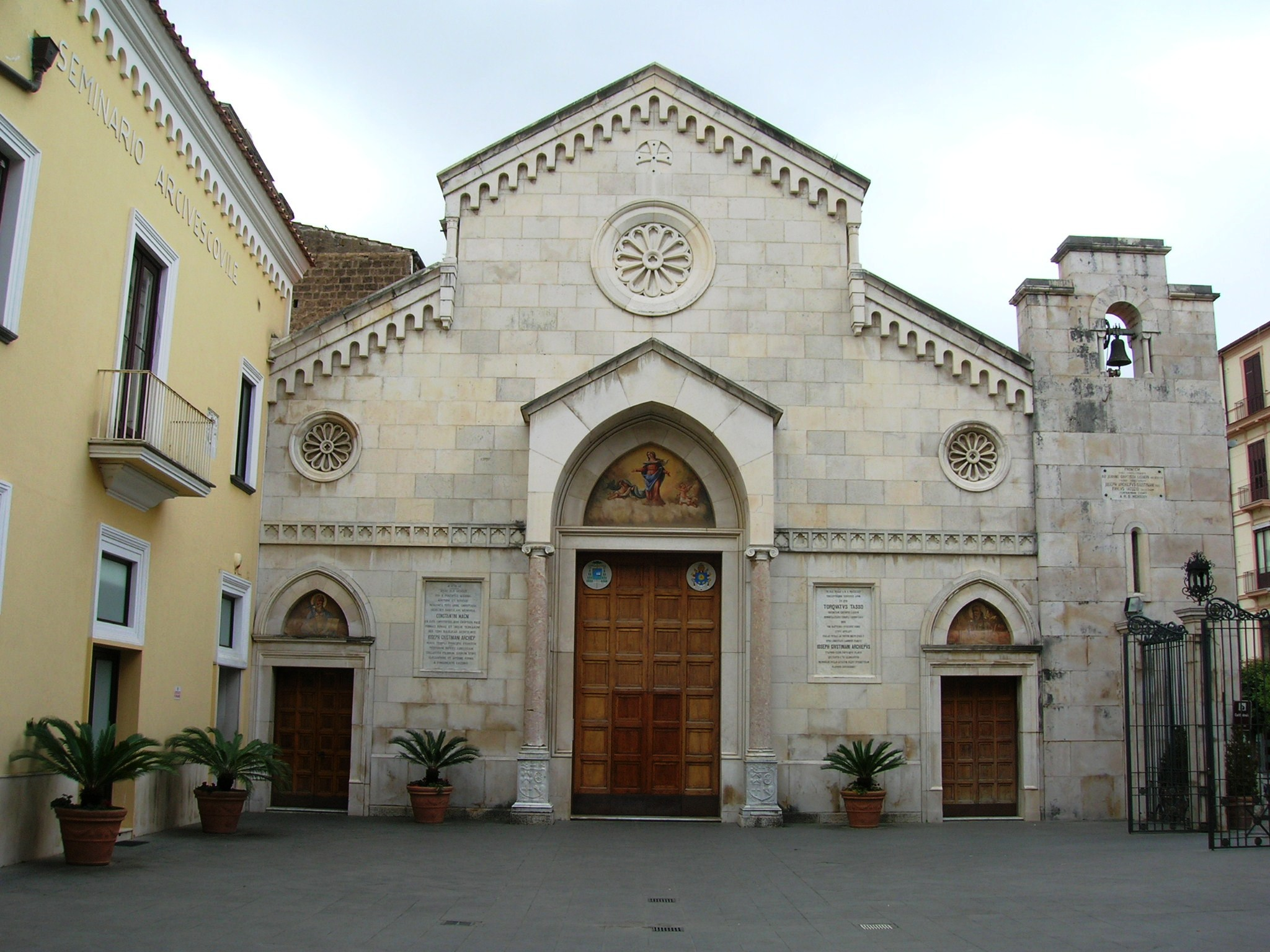
立面

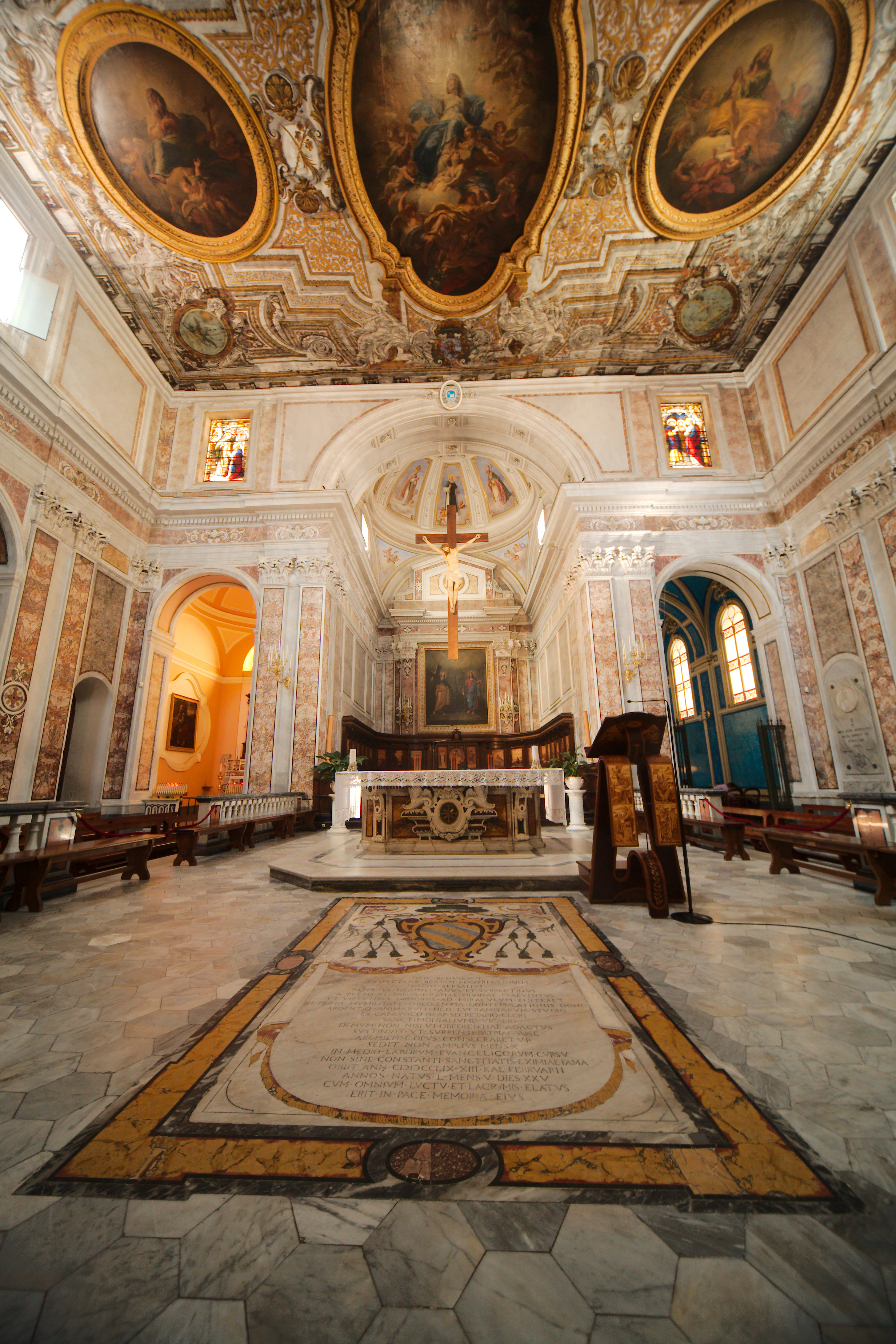
正祭台

索伦托圣斐理伯圣雅各伯主教座堂（ Cattedrale dei Santi Filippo e Giacomo）是天主教索伦托-斯塔比亚海堡总教区的主教座堂，位于意大利南部坎帕尼亚大区城市索伦托。 

## 历史
该堂始建于11世纪，15世纪重建为罗曼式建筑。
该市最有名的市民，诗人托尔夸托·塔索，是在该堂受洗。

## 外观
钟楼有三层，其基座可追溯到罗马帝国时代。该堂立面建于1924年，11世纪的大门来自君士坦丁堡。

## 内部
拉丁十字平面，内部分为一个中央走道和两个过道。  
其内部包括圆形拱门，中央走道的天花板画出自画家Nicola Malinconico之手，包括《索伦托殉教者》和《四位主教主保圣人》。还有贾科莫·德尔宝（Giacomo del Po）的画作《圣母圣天》、《圣斐理伯》和《圣雅各伯》。
大理石祭台可追溯到16世纪。大理石讲坛和主教宝座亦出自同一个世纪。